# Sven Johansson (hokeista)
Sven Olof Gunnar „Tumba” Johansson (ur. 28 sierpnia 1931 w Sztokholmie, zm. 1 października 2011 w Danderyd) – szwedzki hokeista, grający na pozycji środkowego. Był także piłkarzem.
W 1953, 1957 i 1962 roku zdobył mistrzostwo świata. Był ośmiokrotnym mistrzem Szwecji z Djurgardens IF Sztokholm, i czterokrotnym olimpijczykiem. W 1952 na igrzyskach olimpijskich w Oslo zdobył brązowy medal. W 1964 roku na Zimowych Igrzyskach Olimpijskich w Innsbrucku zdobył srebrny medal.

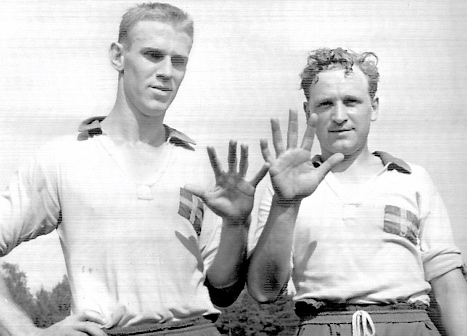
Sven „Tumba” Johansson i Henry Thillberg podczas meczu kadry B, w którym strzelili 5 goli przeciwko Finlandii

W 245 meczach hokejowej reprezentacji Szwecji w barwach strzelił 186 bramek. W 1957 roku został jako pierwszy Europejczyk zaproszony przez drużynę z NHL Boston Bruins na obóz treningowy. W 1959 roku zdobył tytuł mistrza kraju z piłkarzami Djurgardens IF. W 1964 otrzymał nagrodę Rinkens riddare. W 1956 roku rozegrał jedyny w mecz w reprezentacji Szwecji w piłce nożnej. W 1970 roku zdobył tytuł międzynarodowego mistrza Skandynawii w golfie. W 1999 roku zdobył tytuł najlepszego hokeisty stulecia. Zmarł 1 października 2011 roku w Sztokholmie.
Był znany pod przydomkiem „Tumba” od nazwy wioski, w której mieszkał. Później oficjalnie zmienił nazwisko na Tumba.